# Ryssbergstunneln

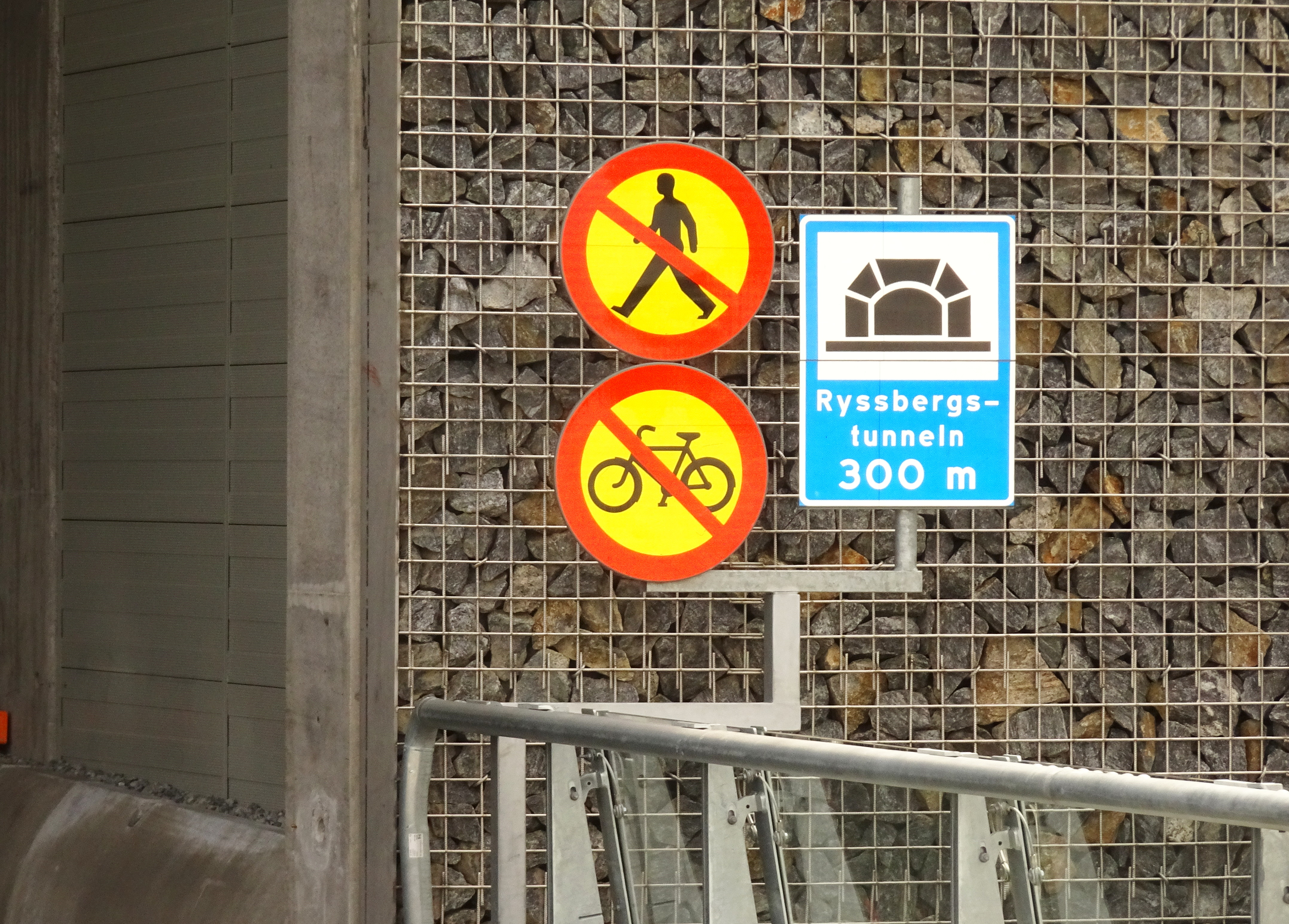
Ryssbergstunneln juni 2016.

Ryssbergstunneln är en vägtunnel i Nacka kommun. Tunneln är 300 meter lång och utgör tillsammans med Svindersviksbron den så kallade Kvarnholmsförbindelsen. 

## Beskrivning
Tunneln har sitt namn efter berget och skogsområdet Ryssbergen belägen på södra sidan om Svindersviken. Tunneln är utsprängt i berget med en invändig höjd på tio meter och har ett körfält i vardera riktning. Genomslaget ägde rum i april 2015 och i juni 2016 öppnade den tillsammans med Svindersviksbron för trafiken.
Tunnelns kapacitet är projekterad för ungefär 10 000 fordon per dygn och kommer huvudsakligen att nyttjas av dem som bor på Kvarnholmen. Tunneln får inte trafikeras av gående eller cyklister. Dessa leds istället via en nyanlagd gång- och cykelväg runt Ryssbergen till och från Svindersviksbron till Vikdalsvägen i Nacka strand.

## Bilder

Ryssbergstunneln
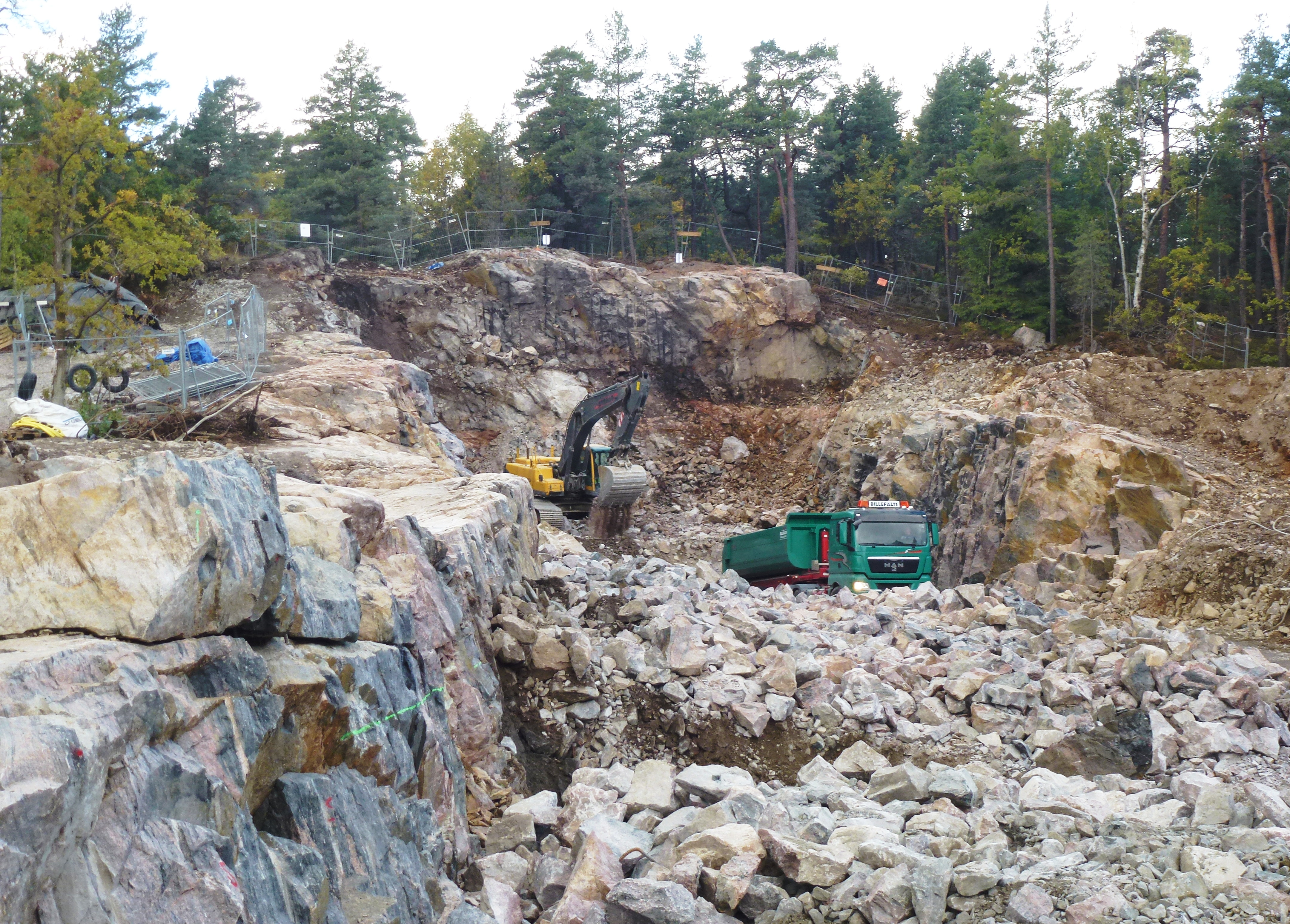
Tunnelarbeten, södra sidan, september 2013.
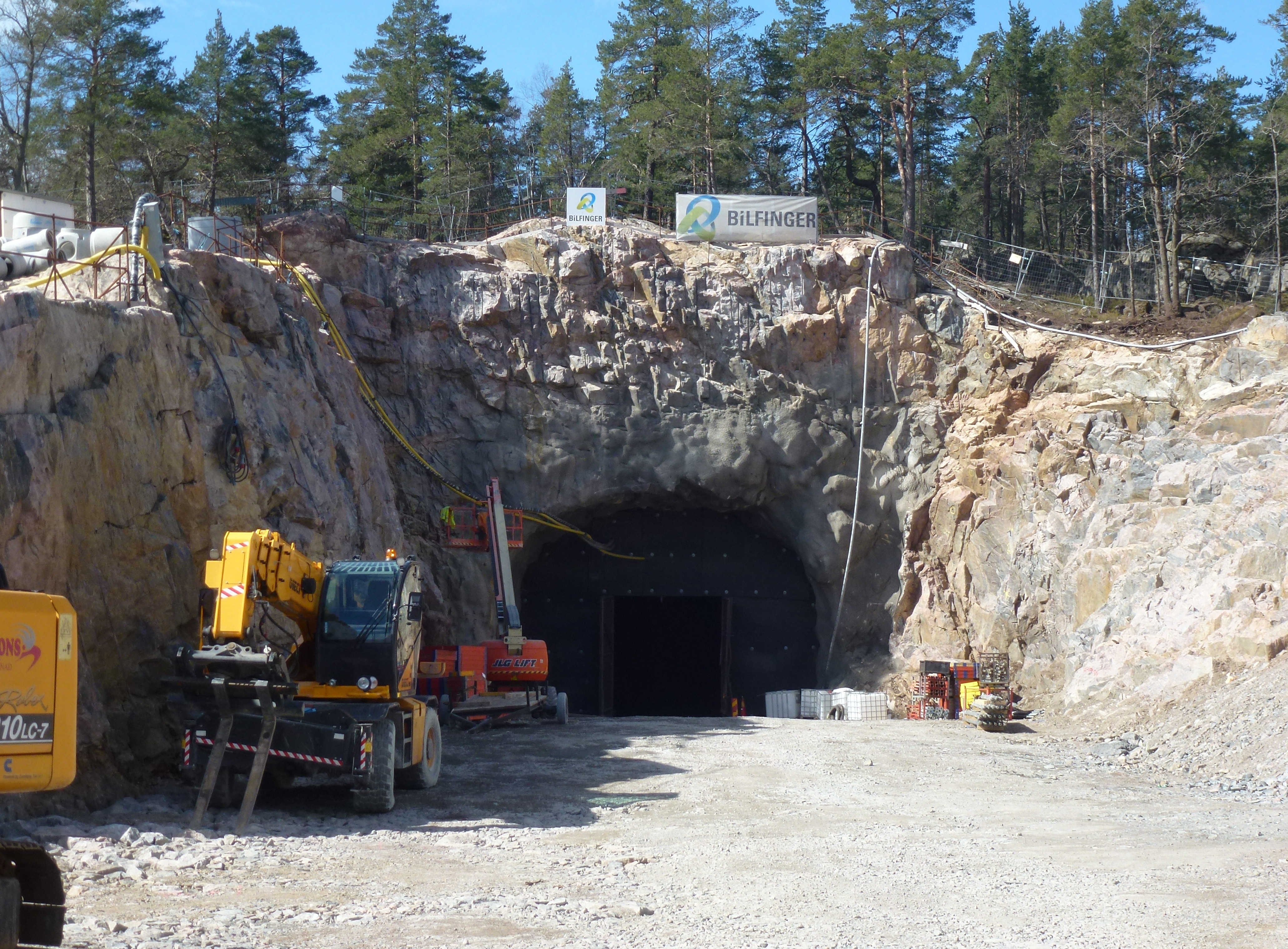
Tunnelarbeten, södra sidan, april 2015.
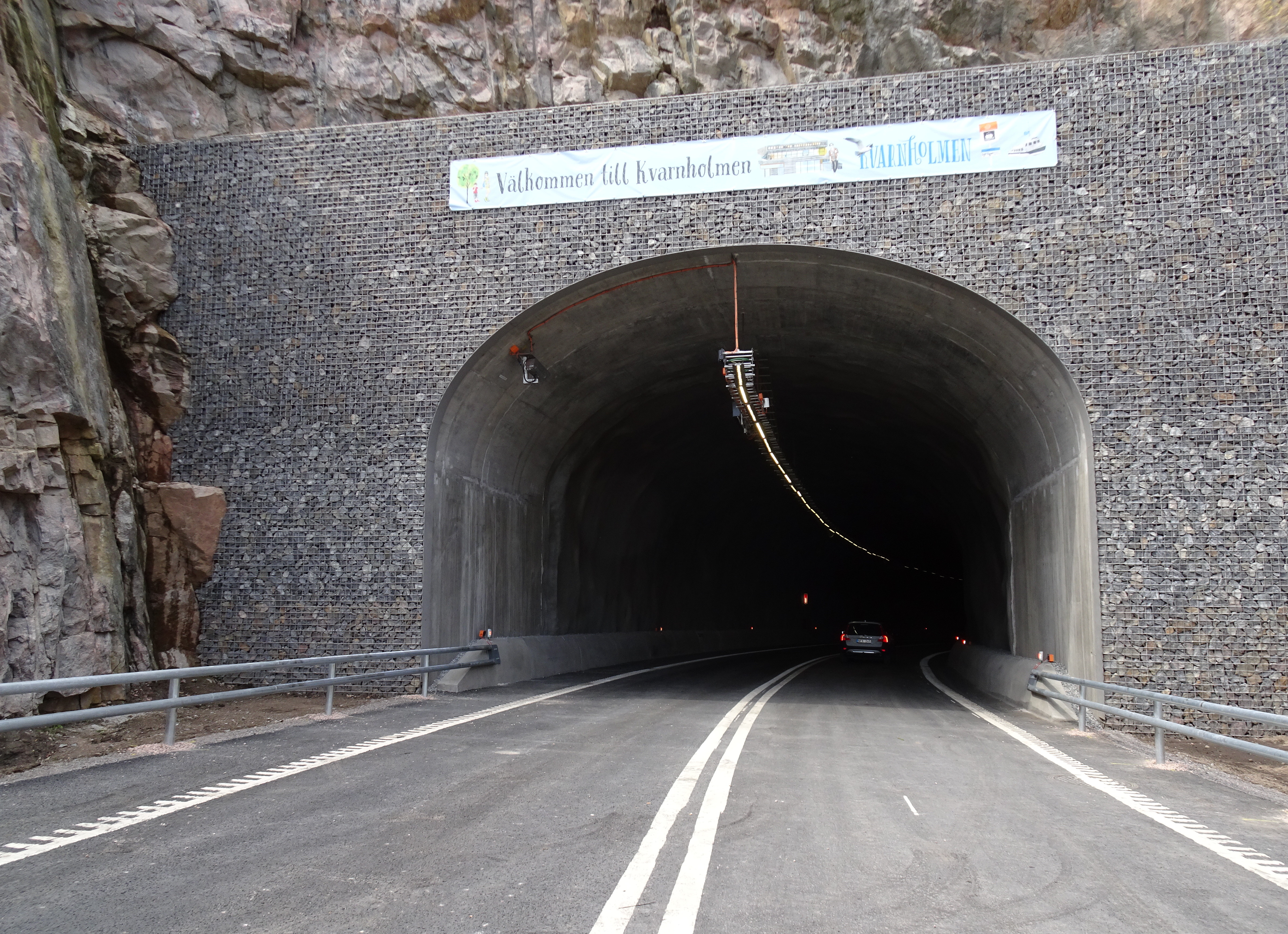
Södra tunnelmynningen, juni 2016.
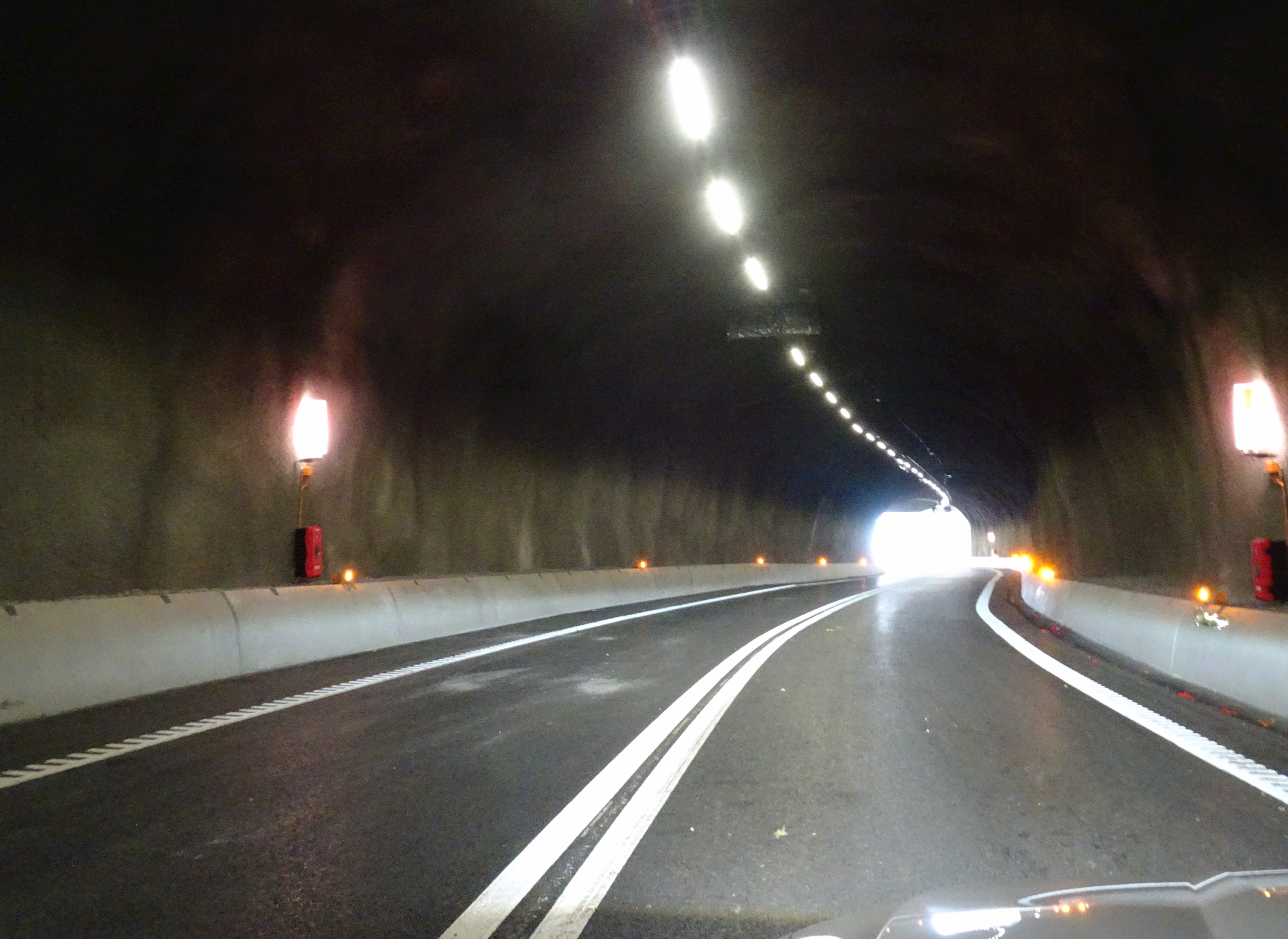
I tunneln norrut, juni 2016.
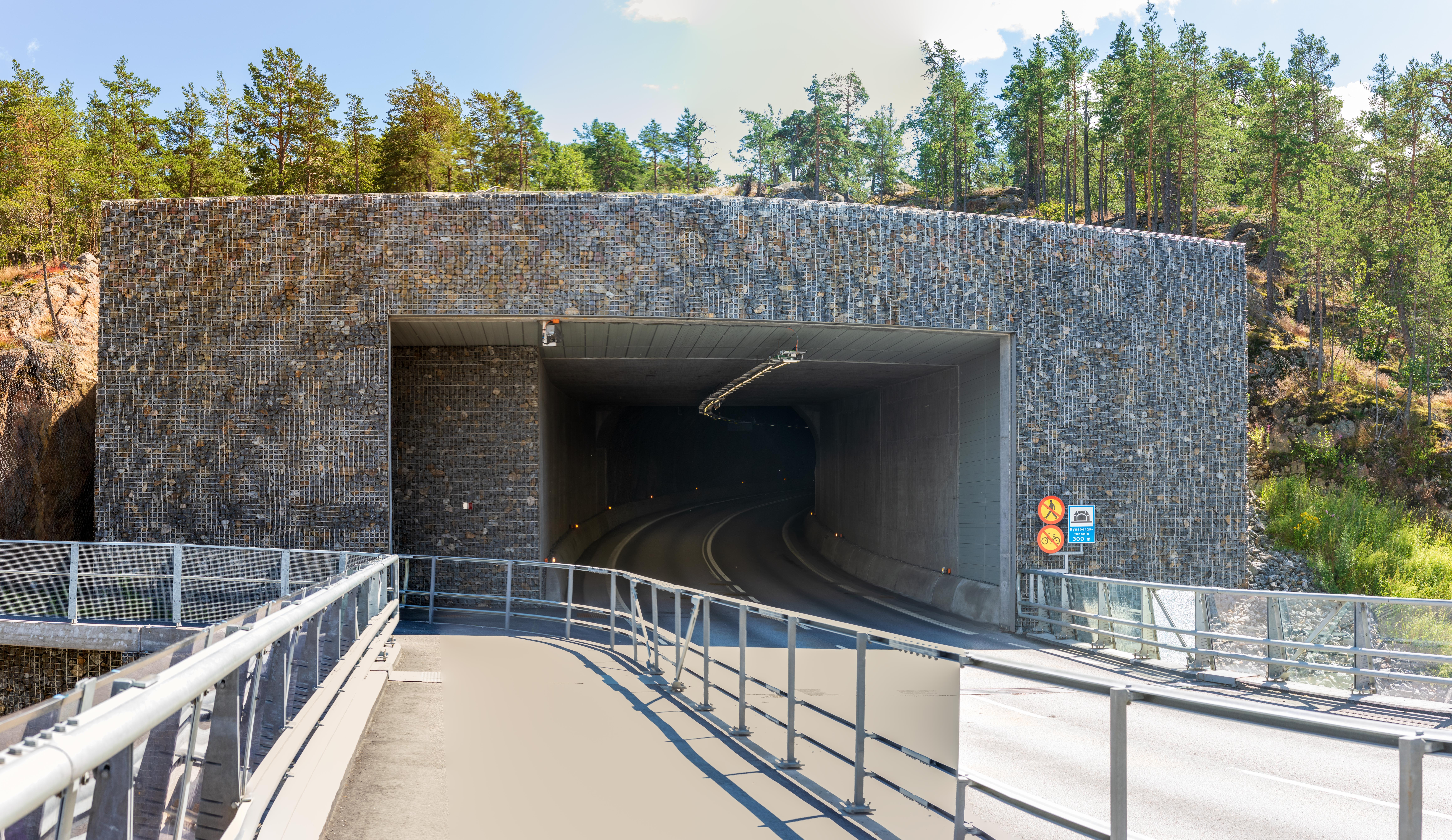
Norra tunnelmynningen Juli 2019